# Distretto di Nanhu
Il distretto di Nanhu (南湖区S) è un distretto della Cina, situato nella provincia dello Zhejiang.